# Amphithalea violacea
Amphithalea violacea är en ärtväxtart som först beskrevs av Ernst Meyer, och fick sitt nu gällande namn av George Bentham. Amphithalea violacea ingår i släktet Amphithalea och familjen ärtväxter. Inga underarter finns listade i Catalogue of Life.